# Calamagrostis scopulorum
Calamagrostis scopulorum là một loài thực vật có hoa trong họ Hòa thảo. Loài này được M.E.Jones mô tả khoa học đầu tiên năm 1895.